# BAR 007
BAR 007 - болид Формулы-1, сконструированный под руководством Джеффа Уиллиса и построенный командой Lucky Strike BAR Honda для участия в чемпионате мира сезона 2005 года.

## История

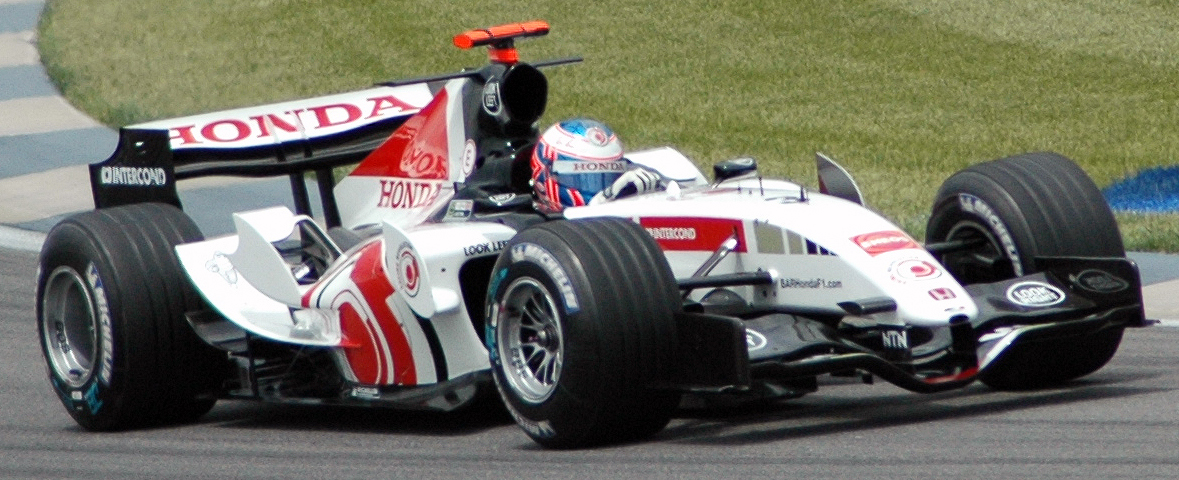
Баттон управляет BAR 007 на квалификации к Гран-при США 2005 года.

Сезон 2005 года был омрачён для команды дисквалификацией и лишением всех очков, заработанных в первых гонках чемпионата. Инженеры BAR своеобразно интерпретировали правило о минимальном весе болида в 605 килограммов. Они сделали машину значительно легче, добиваясь необходимой тяжести за счёт заливаемого на последнем пит-стопе большого количества топлива, которое не расходовалось к финишу и позволяло болидам проходить взвешивание без проблем. В дополнение к лишению очков, команда была вынуждена пропустить следующие два этапа из-за дисквалификации.
Только мастерство Дженсона Баттона, постоянно набиравшего очки, дважды финишировавшего на подиуме и даже один раз стартовавшего с поул-позиции, позволило команде заняь шестое место в Кубке конструкторов.
Такума Сато провёл неудачный сезон: он пропустил одну гонку из-за болезни (его заменил тест-пилот Энтони Дэвидсон) и в итоге набрал всего одно очко. Хонда разочаровалась в своем протеже и отправила его в дочернюю команду Super Aguri.
К концу года концерн Honda выкупил акции BAR и на сезон 2006 года выставил в чемпионате мира заводскую команду.

## Результаты выступлений в Формуле-1
| Год  | Шасси   | Двигатель        | Шины | Пилоты   | 1   | 2    | 3    | 4   | 5   | 6   | 7   | 8    | 9   | 10  | 11  | 12  | 13  | 14  | 15  | 16   | 17  | 18  | 19   | Место | Очки |
| ---- | ------- | ---------------- | ---- | -------- | --- | ---- | ---- | --- | --- | --- | --- | ---- | --- | --- | --- | --- | --- | --- | --- | ---- | --- | --- | ---- | ----- | ---- |
| 2005 | BAR 007 | Honda RA005E V10 | M    |          | АВС | МАЛ  | БАХ  | САН | ИСП | МОН | ЕВР | КАН  | США | ФРА | ВЕЛ | ГЕР | ВЕН | ТУР | ИТА | БЕЛ  | БРА | ЯПО | КИТ  | 6     | 38   |
| 2005 | BAR 007 | Honda RA005E V10 | M    | Баттон   | 11  | Сход | Сход | ДСК | ДСК | ДСК | 10  | Сход | НС  | 4   | 5   | 3   | 5   | 5   | 8   | 3    | 7   | 5   | 8    | 6     | 38   |
| 2005 | BAR 007 | Honda RA005E V10 | M    | Сато     | 14  | Т    | Сход | ДСК | ДСК | ДСК | 12  | Сход | НС  | 11  | 16  | 12  | 8   | 9   | 16  | Сход | 10  | ДСК | Сход | 6     | 38   |
| 2005 | BAR 007 | Honda RA005E V10 | M    | Дэвидсон |     | Сход |      |     |     |     |     |      |     |     |     |     |     |     |     |      |     |     |      | 6     | 38   |

| Легенда к таблице |                                                                    |
| --- | ------------------------------------------------------------------ |
| В таблице перечислены результаты всех Гран-при Формулы-1, в которых использовался автомобиль. Строками таблицы являются сезоны, столбцами — этапы чемпионата мира. В каждой клетке указаны сокращённое название этапа и результат, дополнительно обозначенный цветом. Расшифровка обозначений и цветов представлена в нижеследующей таблице. |                                                                    |
| \| Пример \| Описание \| \| ------------ \| ------------------------------------------------------------------ \| \| 1 \| Победитель \| \| 2 \| Второе место \| \| 3 \| Третье место \| \| 5 \| Финишировал, заработав очки \| \| Сход \| Не финишировал, но при этом заработал очки \| \| 12 \| Финишировал, не получив очков \| \| НКЛ \| Финишировал, но не попал в финальную классификацию \| \| 15 \| Участвовал вне зачёта, либо по отдельной классификации \| \| 18 \| Не финишировал, но попал в финальную классификацию \| \| Сход \| Не финишировал \| \| НКВ \| Не прошёл квалификацию \| \| НПКВ \| Не прошёл предквалификацию \| \| ДСК \| Дисквалифицирован \| \| ИСК \| Исключён из протокола соревнований \| \| ТТ \| Заявлен для участия только в тренировках \| \| НС \| Участвовал в квалификации, но не стартовал в гонке \| \| Т \| Травмирован или болен \| \| ОТК \| Отказ от участия \| \| НТР \| Прибыл на соревнования, но на трассу не выезжал \| \| НПР \| Был заявлен в числе участников, но не прибыл к началу соревнований \| \| О \| Соревнования отменены \| \| \| Не участвовал \| \| Поул-позиция \| \| \| Быстрый круг \| \| |                                                                    |
| Пример | Описание                                                           |
| 1 | Победитель                                                         |
| 2 | Второе место                                                       |
| 3 | Третье место                                                       |
| 5 | Финишировал, заработав очки                                        |
| Сход | Не финишировал, но при этом заработал очки                         |
| 12 | Финишировал, не получив очков                                      |
| НКЛ | Финишировал, но не попал в финальную классификацию                 |
| 15 | Участвовал вне зачёта, либо по отдельной классификации             |
| 18 | Не финишировал, но попал в финальную классификацию                 |
| Сход | Не финишировал                                                     |
| НКВ | Не прошёл квалификацию                                             |
| НПКВ | Не прошёл предквалификацию                                         |
| ДСК | Дисквалифицирован                                                  |
| ИСК | Исключён из протокола соревнований                                 |
| ТТ | Заявлен для участия только в тренировках                           |
| НС | Участвовал в квалификации, но не стартовал в гонке                 |
| Т | Травмирован или болен                                              |
| ОТК | Отказ от участия                                                   |
| НТР | Прибыл на соревнования, но на трассу не выезжал                    |
| НПР | Был заявлен в числе участников, но не прибыл к началу соревнований |
| О | Соревнования отменены                                              |
| | Не участвовал                                                      |
| Поул-позиция |                                                                    |
| Быстрый круг |                                                                    |